# Bakel en Milheeze
Bakel en Milheeze est une ancienne commune néerlandaise de la province du Brabant-Septentrional, située dans l'est de la province, au nord-est de Helmond.
En 1840, Bakel en Milheeze comptait 305 maisons et 1 706 habitants. En 1997, avant la fusion, la commune comptait 8 265 habitants. Sa superficie était de 66,37 km².
La commune était constituée des villages de Bakel, Milheeze et De Rips, ainsi que de nombreux hameaux. L'est de la commune faisait partie de la région naturelle du Peel.
La commune a existé jusqu'au 1er janvier 1997. À cette date, Bakel en Milheeze a fusionné avec Gemert, pour former la nouvelle commune de Gemert-Bakel.

## Références

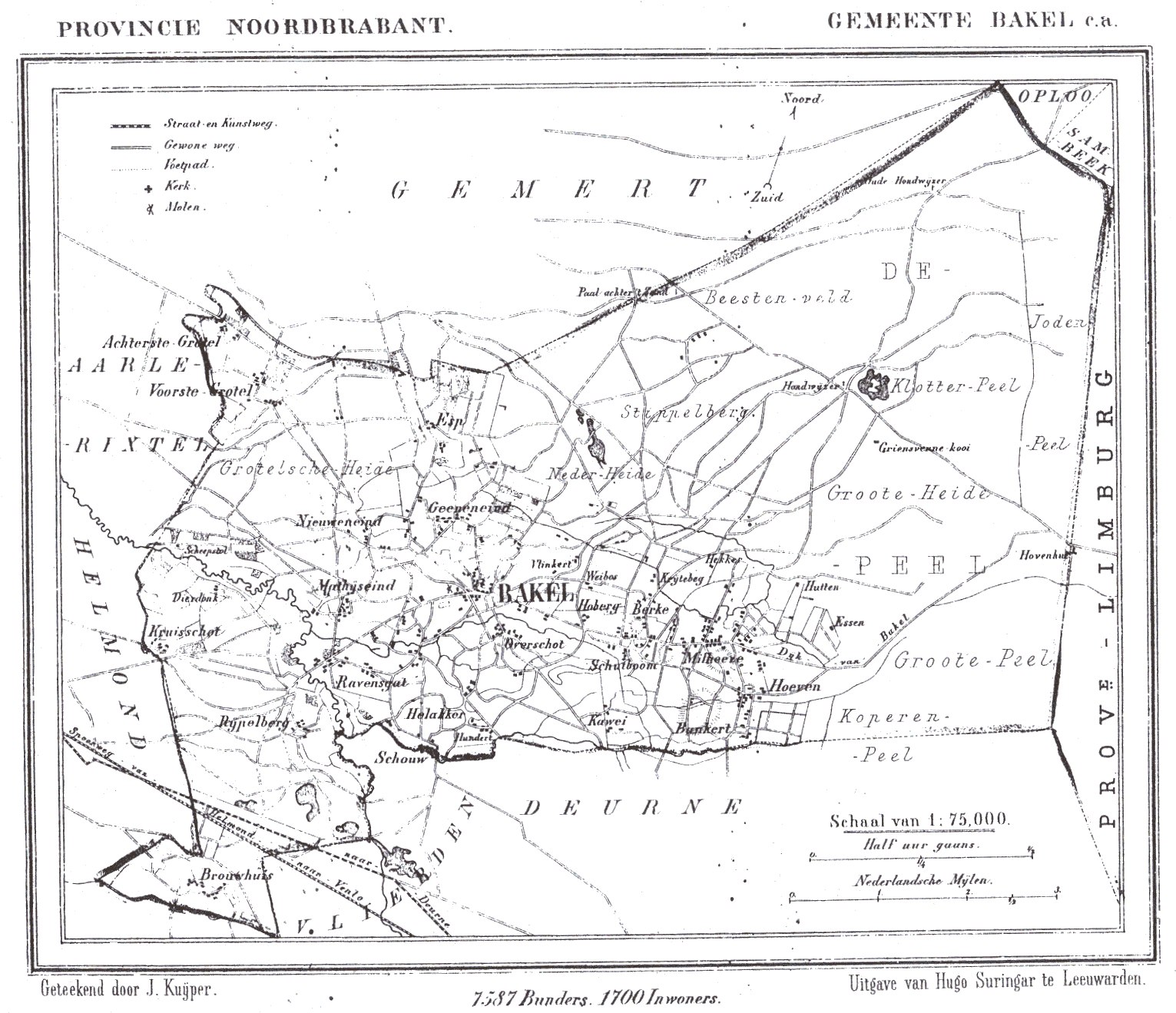
Carte de Bakel en Milheeze en 1866